# Pensionnaire (Académie des beaux-arts)
On appelle au XVIIIe et au XIXe siècle pensionnaire l'élève qui a achevé les enseignements de l'Académie Impériale des beaux-arts de Russie et obtenu le droit à une aide (pension) lui permettant de compléter sa formation (généralement à l'étranger). Étaient concernés les meilleurs des diplômés de l'Académie, ayant reçu une grande médaille d'or.
On considère que les premiers pensionnaires ont été l'architecte Vassili Bajenov et les peintres Anton Lossenko (1760) et Ivan Starov (1762), bien que les règles du pensionnat avec les règles applicables au pensionnat n'aient été introduites dans les statuts de l'Académie qu'en 1764.
Au XVIIIe siècle, la pension est payée pendant trois ans. Au XIXe siècle, cette durée est augmentée à six ans. Les peintres d'histoire, les sculpteurs et les architectes passaient généralement toute cette période à l'étranger; les peintres de genre, de batailles et de paysages passaient généralement de trois ans à l'étranger, et trois en Russie.
En 1893, après la réforme de l'Académie, la durée de versement de la pension a été ramenée à quatre ans pour les peintres et les sculpteurs, et à deux ans pour les architectes, graveurs et paysagistes.
Les pensionnaires de l'académie, étaient, entre autres privilèges, exemptés du service militaire obligatoire.
La pension était payée par la Société impériale d'encouragement des beaux-arts.